# Шилин-Гол
Шилин-Гол (кит. упр. 锡林郭勒盟, пиньинь Xīlínguōlè Méng; монг.  shiliyin gool ayimag, мон.кир. Шилийн гол аймаг) — аймак во Внутренней Монголии, Китай. Столица — Шилин-Хото. Площадь — 202,6 тыс. км². Аймак назван в честь протекающей по его территории реки Шилин-Гол.

## Население
По данным на 2000 год в аймаке проживало 975,2 тыс. жителей.
Национальный состав (2000):
| Народ     | Численность | Доля    |
| --------- | ----------- | ------- |
| Китайцы   | 651 174     | 66,78 % |
| Монголы   | 284 995     | 29,23 % |
| Маньчжуры | 26 687      | 2,74 %  |
| Хуэйцзу   | 11 009      | 1,13 %  |
| Дауры     | 784         | 0,08 %  |
| Прочие    | 519         | 0,04 %  |

## История
В ходе завоевания Китая империей Цин маньчжурами среди монголов была введена восьмизнамённая структура. В 1761 году структура восьми «знамён» Чахара была изменена, и «знамён» стало 10. Затем знамённые монголы были объединены в чуулганы (объединения владетельных князей; после образования КНР «чуулганы» были переименованы в «аймаки»), одним из которых стал Шилин-Гол.
После Синьхайской революции существовавшие для администрирования оседлого китайского населения комиссариаты были преобразованы в уездные управы. В 1914 году эти земли вошли в состав Специального административного района Чахар (察哈尔特别区). В 1928 году Специальный административный район Чахар был преобразован в провинцию Чахар.
В 1933 году японские войска начали наступление во Внутренней Монголии, а завершившее боевые действия Перемирие Тангу привело к активизации монгольских националистов. В 1935 году произошёл Северочахарский инцидент, после чего в результате соглашения Циня — Доихары Китай, фактически, утратил контроль над Внутренней Монголией. Воспользовавшись этим князь Дэмчигдонров создал в 1936 году Монгольскую военную администрацию. После начала в 1937 году японо-китайской войны 28 октября под контролем японцев был собран Второй всемонгольский съезд, который провозгласил создание Автономного правительства Объединённых монгольских аймаков. 1 сентября 1939 года Автономное правительство Объединённых монгольских аймаков, Автономное правительство Южного Чахара и Автономное правительство Северного Цзинь объединились в Объединённое автономное правительство Мэнцзяна.
После того, как в августе 1945 года Мэнцзян был уничтожен советскими и монгольскими войсками, 9 сентября 1945 года в Сунид-Юци состоялся Съезд народных представителей аймаков и хошунов Внутренней Монголии, который провозгласил создание Народной республики Внутренней Монголии (в которую вошли, в том числе, аймаки Шилин-Гол и Чахар). Внимательно следившая за обстановкой коммунистическая партия Китая отправила во Внутреннюю Монголию Уланьфу. Прибыв в ноябре в Сунид-Юци, он сумел взять ситуацию под контроль, и реорганизовал Временное правительство Народной республики Внутренней Монголии в Автономное правительство Внутренней Монголии.
В 1949 году исконные 10 хошунов («знамён») Чахара были попарно объединены, и их стало пять. В 1950 году из состава Специального района Чабэй провинции Чахар в состав аймака Чахар было передано три уезда. В 1958 году был ликвидирован аймак Чахар, а входившие в его состав на тот момент 2 уезда и 4 аймака были переданы в состав аймака Шилин-Гол.

## Административное деление
Аймак Шилин-Гол делится на 2 городских уезда, 1 уезд и 9 хошунов
| Карта | Карта          | Карта             | Карта              | Карта              | Карта                       | Карта         | Карта                |
| ----- | -------------- | ----------------- | ------------------ | ------------------ | --------------------------- | ------------- | -------------------- |
|       |                |                   |                    |                    |                             |               |                      |
| №     | Тип            | Русское название  | Китайское название | Пиньинь            | Население (тыс. чел., 2010) | Площадь (км²) | Плотность (чел./км²) |
| 1     | Городской уезд | Шилин-Хото        | 锡林浩特市         | Xīlínhàotè shì     | 245,886                     | 15,758        | 10                   |
| 2     | Городской уезд | Эрэн-Хото         | 二连浩特市         | Èrliánhàotè shì    | 74,197                      | 450           | 44                   |
| 3     | Уезд           | Долон-Нур         | 多伦县             | Duōlún xiàn        | 100,893                     | 3,773         | 27                   |
| 4     | Хошун          | Абга-Ци           | 阿巴嘎旗           | Ābāgā qí           | 43,574                      | 27,495        | 1                    |
| 5     | Хошун          | Сунид-Цзоци       | 苏尼特左旗         | Sūnítè Zuǒ qí      | 33,652                      | 33,469        | 1                    |
| 6     | Хошун          | Сунид-Юци         | 苏尼特右旗         | Sūnítè Yòu qí      | 71,063                      | 26,700        | 3                    |
| 7     | Хошун          | Дун-Уджимчин-Ци   | 东乌珠穆沁旗       | Dōng Wūzhūmùqìn qí | 93,962                      | 47,554        | 1                    |
| 8     | Хошун          | Си-Уджимчин-Ци    | 西乌珠穆沁旗       | Xī Wūzhūmùqìn qí   | 87,614                      | 22,960        | 3                    |
| 9     | Хошун          | Тайбус-Ци         | 太仆寺旗           | Tàipúsì qí         | 112,339                     | 3,415         | 59                   |
| 10    | Хошун          | Хобот-Шара        | 镶黄旗             | Xiānghuáng qí      | 28,450                      | 4,960         | 6                    |
| 11    | Хошун          | Шулун-Хобот-Цаган | 正镶白旗           | Zhèngxiāngbái qí   | 54,443                      | 6,083         | 12                   |
| 12    | Хошун          | Шулун-Хух         | 正蓝旗             | Zhènglán qí        | 81,967                      | 9,963         | 8                    |

## Экономика
Основа экономики аймака — горнодобывающая промышленность, сельское хозяйство (разведение овец и верблюдов), переработка мяса и молока, первичная обработка шерсти и шкур, производство войлока. Развиты ремёсла, в том числе производство мягких шерстяных игрушек.

## Культура
В Шилин-Голе регулярно проводятся конные соревнования, в том числе скачки, ходьба и стрельба из лука с коня.